# 에파메이논다스
에파메이논다스(고대 그리스어: Ἐπαμεινώνδας, 기원전 410년경 ~ 기원전 362년)은 기원전 4세기 테바이의 장군이자 정치가이며, 테바이를 이끌어 스파르타의 지배에서 벗어나 그리스 정치의 정상에 세웠다. 이 과정에서 에파메이논다스는 기원전 371년의 〈레욱트라 전투〉에서 스파르타의 군사력을 무너뜨리고, 200여 년간 스파르타의 노예로 살던 메세니아의 헤일로타이들을 해방하였다. 에파메이논다스는 그리스의 정치 지형을 바꾸었으며, 옛 동맹을 해체하고 새로운 동맹을 결성하였으며 전체 도시들의 건설을 감독하였다. 그는 여러 주요 전술을 고안하고 실행하여 군사적으로도 영향력이 있었다.

## 생애
기원전 420년 무렵, 에파메이논다스는 테베의 귀족으로 태어났다. 가난한 귀족 집안이었지만, 높은 교육을 받았고, 특히 피타고라스 학파의 철학을 사랑했다.
중장보병으로 군대에 합류하여 기원전 385년에 그리스의 패권을 노리는 스파르타의 원군으로 만티네이아 공략에 신성대를 이끌고 참가했다. 가장 친한 친구였던 펠로피다스가 부상을 입었고, 스파르타에 의해 구출될 때까지 그를 지켜 냈다.
기원전 385년, 스파르타는 테베를 합병하고 합병을 반대하는 유력자들을 추방했다. 추방 당한 사람 중에 펠로피다스가 포함되어 있었지만, 위험이 없는 것으로 간주된 에파메이논다스는 추방을 면할 수 있었다. 에파메이논다스는 아테네에서 모국을 해방시킬 기회를 엿보고 있었던 펠로피다스의 연락을 받고 테베의 독립을 결심한다. 기원전 379년, 펠로피다스 일파에 의한 테베의 시민 궐기가 성공하여 테베는 스파르타의 지배에서 벗어날 수 있었다.
테베는 펠로피다스의 지도 하에 이해가 일치된 아테네와 동맹을 맺고, 스파르타와의 전투를 피하면서 강화에 유리한 상황을 만들어 내며 점차 아테네와 반목하게 된다. 기원전 374년에는 강화 회의가 열렸는데, 보이오티아 여러 도시에서 철수를 요구하는 스파르타의 왕 아게실라오스 2세와 협상은 결렬되었고 스파르타는 테베를 공략할 결심을 한다.

## 레우크트라 전투

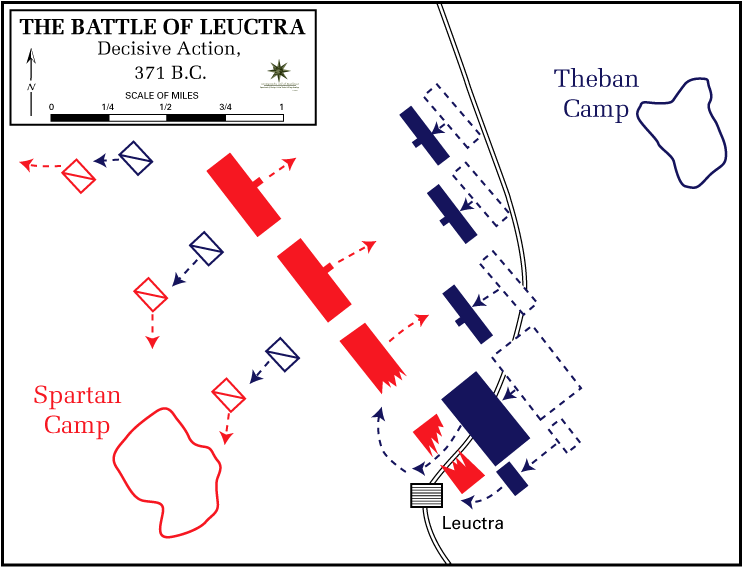
레우크트라 전투, 371 BC, 에파메이논다스의 전술적 전진을 보여준다

기원전 371년, 에파메이논다스는 레우크트라 전투를 통해 보이오티아 여러 도시에서 모은 군대의 총사령관으로서 스파르타를 이끄는 펠로폰네소스 동맹 세력과 대결을 펼친다. 레욱트라 전투에서 수적으로 우세한 스파르타군을 상대로 사선대형을 처음으로 도입하여 전투를 승리로 이끌었다. 레욱트라 전투 이전까지의 전투의 양상은 각 진영의 우익이 좌익을 공격하고, 좌익이 우익의 공격을 버티는 식이었다. 스파르타는 중장보병을 일렬로 균일하게 배치하는 일반적이지만, 효과적인 진형을 구축했다. 그에 맞선 에파미논다스는 좌익에 테바이 신성대와 기병대를 필두로한 50열의 종심을 구축하여 스파르타의 대형을 분쇄하고 전투를 승리로 이끌었다.
이후 그리스의 패권을 추구하기 위해 기원전 370년, 펠로폰네소스 원정을 결행한다. 중간에 지휘권의 임기가 만료되었지만, 진군을 계속하여 스파르타의 요충지를 공격했다. 그러나 아테네가 스파르타의 지원을 결정하자, 진군이 어려워졌기 때문에, 테베로 귀국했다. 귀국 후, 모국의 감찰관은 무단으로 지휘권을 연장한 것으로 불법으로 규정하고, 그에게 사형 재판을 요구했지만, 에파메이논다스는 자신을 변호하는 연설을 통해 궁지에서 벗어났다. 이후 다시 원정을 떠나, 스파르타와 아테네에 타격을 주었지만 반격의 기회를 엿보고 있던 국내의 정적에 의해 전과 부족으로 질책을 당해 정계에서 추방된다. 그 전투에서 일반 군인으로 참가해 아군이 적의 매복에 당해 전멸의 위기에 빠졌을 때 그는 지휘권을 이양 받고 아군의 위기를 구했다.

## 만티네이아 전투

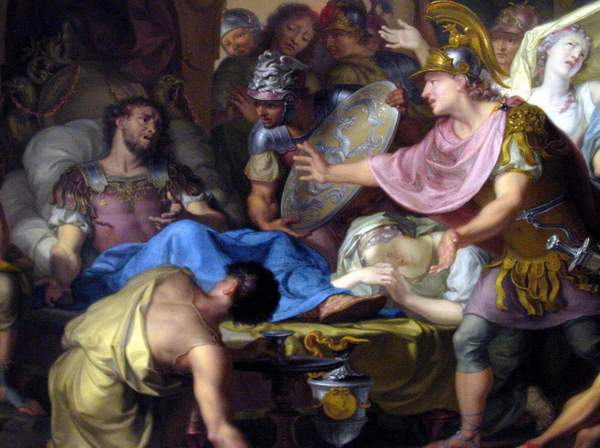
아이작 발라벤, 에파메이논다스의 죽음. 암스테르담 국립미술관.

기원전 362년, 테게아의 출병 요청에 응해 테베는 만티네이아와 동맹을 맺은 스파르타, 아테네와 다시 충돌하였고, 네 번째 펠로폰네소스 원정을 떠났다. 만티네이아 전투에서 에파메이논다스는 스파르타와 만티네이아를 기습했지만, 전과를 거두지 못했고, 회전을 치루어야 했다. 이 전투에서 에파메이논다스는 스스로 돌격대를 이끌고 적을 패주시켰지만, 자신은 전투 중에 창을 맞고 전사했다.
만티네이아에서 그를 비롯한 고급 장교를 모두 잃고 더 이상 그의 군사 교리를 전파할 수 있는 테베 사람은 없었기 때문에 테베의 패권을 유지하는 것은 곤란을 겪게 되었다. 그것을 계승한 사람은 테베에서 3년간의 인질 생활을 해야했던 마케도니아 왕국의 필리포스 2세였으며, 그와 그의 아들 알렉산더 3세 이후에 ‘마케도니아의 팔랑크스’를 일궈낸, 카이로네이아 전투에서 테베 군대를 물리치게 된다.

## 평가
비록, 만티네이아 전투에서 중상을 입고 전사하였지만 로마의 웅변가 키케로는 그를 일컬어 ‘그리스의 제1인자’라고 불렀다. 그럼에도 불구하고 오늘날에 에파메이논다스는 비교적 덜 알려져있는 편이다. 그가 구축한 그리스의 정치 질서는 패권과 동맹의 변천이 계속되면서 그의 생전에 이미 갈라지게 되었다. 그가 죽은 지 27년 만에 알렉산드로스 대왕은 저항하는 테바이를 파괴하였다. 그리하여 당대에 이상주의자이자, 해방자로 찬미받던 에파메이논다스는 오늘날 주로 10여 년간(기원전 371년 ~ 362년)의 전쟁으로 그리스 패권국들의 국력을 약화시켜 마케도니아가 그리스를 정복하게끔 환경을 조성한 것으로 평가받는다.

## 문헌
기원전 420년 무렵, 에파메이논다스는 테베의 귀족으로 태어났다. 고대 문헌에 의하면, 에파메이논다스는 동시대에 친하게 지냈던 이들(마케도니아의 필리포스 2세와 펠로피다스)과 비교해 그 삶에 대한 정보가 빈약한 편이다. 이러한 주요 이유 중의 하나가 플루타르코스가 그의 전기를 분실했다는 것이다. 에파메이논다스는 《플루타르코스 영웅전》의 확장판에 기록된 약 50인의 고대 인물 중 한 사람이었고, 그 저서에서 로마의 정치가 스키피오 아프리카누스와 비견되고 있지만, 둘 모두 전기가 유실되었다. 플루타르코스는 에파메이논다스의 죽음 이후 400년을 기록하고 있었고, 그러므로 2차 문헌이기는 하지만, 그의 저서에서 뚜렷하게 그의 이름이 등장한다. 이것으로 그의 말을 어느 정도 증명할 수 있었다.
에파메이논다스의 삶에 대한 보다 자세한 내용은 플루타르코스 영웅전에서 동시대 사람이었던 〈펠로피다스〉 편과 아게실라오스 2세 편에서 찾을 수 있다. 또한 현존하는 에파메이논다스의 전기 중에 로마인이었던 코르넬리우스 네포스가 1세기에 쓴 것이 있으며, 플루타르코스의 저서가 분실될 상황에서 에파메이논다스의 주요한 문헌이 되었다.

## 참고 문헌
- 코르넬리우스 네포스의 《영웅전》
- Anderson, J.K. (1970). 《Military theory and practice in the age of Xenophon》. 버클리: 캘리포니아 대학교 출판부. ISBN 0-520-01564-9.
- Buckler, John (1980). 《The Theban hegemony, 371-362 BC》. 캠브리지, MA: 하버드 대학교 출판부. ISBN 0-674-87645-8.